# Hieronymus Muheim
Hieronymus Muheim (* nach 1570; † nach 1610) war ein Schweizer Politiker, Pritschenmeister, Lieddichter und -komponist.

## Leben
Hieronymus Muheims Vater, Niklaus Muheim, war Landschreiber und Tagsatzungsgesandter; seine Mutter hiess Agatha Franck. Er wuchs in einer katholischen Familie auf. Später war er mit Eva Wolleb verheiratet.
In den Jahren 1606 bis 1609 war er Dorfvogt von Altdorf. Von 1605 bis 1610 war er auch als Landschreiber im Kanton Uri tätig.
Nachdem er die Melodie Wilhelmus von Nassawe verfasst hatte, dichtete er um 1610 das Lied Wilhelm bin ich der Telle. Dieses erzählt in 27 Strophen die Geschichte von Wilhelm Tell. Der Liedtext wurde 1613 erstmals in Freiburg im Üechtland gedruckt und es erschienen Neudrucke bis ins 19. Jahrhundert. Die Melodie war weit verbreitet und wurde bis in die erste Hälfte des 19. Jahrhunderts bei der Eröffnung der Urner Landsgemeinde gespielt.